# Cryptocephalus hypochaeridis
Espèce
Cryptocephalus hypochaeridis L. est une espèce d'insectes de l'ordre des coléoptères et de la famille des Chrysomelidae.

## Description
Coléoptère très métallique, de couleur verte. Confusion possible avec Cryptocephalus sericeus.

## Habitat
Pelouses et prés. Sur les astéracées jaunes (épervières...), renoncules jaunes...

## Biologie
Visible de juin à août.